# Mravenčan barnatý
Mravenčan barnatý (vzorec Ba(HCOO)2) je barnatá sůl kyseliny mravenčí. Je velmi dobře rozpustný ve vodě a kyselině mravenčí a prakticky nerozpustný v ethanolu a diethyletheru.

## Výroba
V laboratoři může být připraven neutralizací kyseliny mravenčí hydroxidem barnatým a následnou krystalizací.
HCOOH + Ba(OH)2 → (HCOO)2Ba + H2O